# Utësy Poljarnyh Lëtchikov
Koordinaten: 81° 45′ S, 162° 24′ O
Die Utësy Poljarnyh Lëtchikov (Transliteration von russisch Утёсы Полярных Лётчиков Utjossy Poljarnych Ljotschikow, deutsch ‚Polarpilotenklippen‘) sind ein Kliff an der Shackleton-Küste der antarktischen Ross Dependency. Sie ragen nordwestlich des Kap May und südlich des Kap Laird am Westrand des Ross-Schelfeises auf.
Russische Wissenschaftler benannten sie.